# Patrimoni dell'umanità delle Kiribati
I patrimoni dell'umanità delle Kiribati sono i siti dichiarati dall'UNESCO come patrimonio dell'umanità nelle Kiribati, che sono divenute parte contraente della Convenzione sul patrimonio dell'umanità il 12 maggio 2000.
Al 2022 un solo sito è iscritto nella Lista dei patrimoni dell'umanità: l'area protetta delle Isole della Fenice, scelta nel 2010 in occasione della trentaquattresima sessione del comitato del patrimonio mondiale. Non vi sono invece candidature per nuove iscrizioni.

## Siti del Patrimonio mondiale
| Foto | Sito                                   | Luogo              | Tipo                     | Anno | Descrizione |
| ---- | -------------------------------------- | ------------------ | ------------------------ | ---- | --- |
|      | Area protetta delle Isole della Fenice | Isole della Fenice | Naturale (1325; vii, ix) | 2010 | L'area protetta delle Isole della Fenice è una distesa di 408 250 km² di habitat marini e terrestri nell'Oceano Pacifico meridionale. Il sito comprende il gruppo delle Isole della Fenice ed è la più grande area marina protetta al mondo che conserva uno dei più grandi ecosistemi di arcipelago corallino oceanico intatto del mondo, insieme a 14 monti sottomarini (presunti vulcani estinti) e altri habitat di acque profonde. L'area contiene circa 800 specie conosciute di animali, tra cui circa 200 specie di coralli, 500 specie di pesci, 18 mammiferi marini e 44 specie di uccelli. La struttura e il funzionamento degli ecosistemi del PIPA ne illustrano la natura incontaminata e l'importanza come rotta migratoria e serbatoio di biodiversità. |